# Здание Правительства Пензенской области
Дом Советов (здание Правительства Пензенской области) — административное здание в Пензе, в котором размещается Правительство Пензенской области. Расположено по адресу: Московская улица, 75.
Дом Советов был построен в 1955—1958 годах. В результате конкурса был принят проект архитекторов института «Ленгипрокоммунстрой» Бровкина Н. Ф., Михайлова М. Н., Гальперина Л. Ю. Проект стал типовым, позднее по тому же проекту построили Дома Советов в Липецке, Новгороде, Орле, Шахтах и Черкассах. В плане здание представляет собой прямоугольник с внутренним двором, в заднем корпусе которого выделяется полукруглый объём зала заседаний.
Архитектура здания выдержана в формах советского монументального классицизма. На главном фасаде, обращённом в сторону площади, размещены два ризалита. Фасад разделён на два яруса, нижний из которых выделен рустом. Центральную часть верхнего яруса (3—5 этажи) украшают колонны тосканского ордера, ризалиты украшают пилястры. Вход оформлен порталом. Здание венчает антаблемент с аттиком, поднимающимся от краёв к центру здания, где был расположен лепной картуш с гербом СССР, знамёнами и колосьями (в начале 2000-х годов герб СССР на здании был заменен на герб Пензенской области).